# Valentin Kosovel
Valentin Kosovel, slovenski zborovodja in skladatelj, brat Antona Kosovela in stric pesnika Srečka Kosovela. * 17. marec 1856, Črniče, † 18. marec 1925, Trst.

## Življenje in delo
Rodil se je kot sin očetu kmetu Valentinu st. in materi Marjani (rojena Komel). Že kot dijak na tržaški gimnaziji in pozneje kot carinski uradnik na Krku  se je zanimal za petje tamkajšnih rokodelcev in iz njih sestavil najprej sekstet nato pa 20-članski pevski zbor, ki je imel že leta 1882 okoli 40 članov. Kot carinski nadzornik v Trstu je bil aktiven član tamkajšne Čitalnice. Zborovodja čitalniškega zbora je postal oktobra 1876, ko se je tej vlogi odpovedal Anton Hajdrih. Veselje za zborovsko delo je dobil in si pridobil potrebno znanje kot pevec zbora v Gorici,katerega je vodil znani zborovodja in skladatelj Anton Hribar. Pri njem se je tudi naučil kompozicije. Kasneje je sam zložil nekaj zborovskih pesmi, samospevov in eno mašo. Leta 1879 je uredil in izdal Hajdrihovo glasbeno zapuščino kot II. zvezek Jadranskih glasov. 